# 新海誠監督作品 天気の子 公式ビジュアルガイド
『新海誠監督作品 天気の子 公式ビジュアルガイド』（しんかいまことかんとくさくひん てんきのこ こうしきビジュアルガイド / ISBN 9784041084311）は、新海誠監督によるアニメーション映画作品『天気の子』の舞台裏等を掲載している。

## 内容
- 映画本編ストーリー
- キャストインタビュー

　醍醐虎汰朗、森七菜、本田翼、平泉成
　小栗旬、倍賞千恵子、吉柳咲良、梶裕貴
- 美術作品

『天気の子』ができるまで
　キャラクター設定
　小物設定
　美術設定
　美術背景
　Production notes
- スタッフインタビュー

　新海誠、RADWIMPS（野田洋次郎、桑原彰、武田祐介、山口智史）
　三浦透子、田中将賀、田村篤、滝口比呂志、徳野悠我、津田涼介
　三木陽子、山本一二三
- コラム

　『#1 気象』『#2 企画書』『#3 食べ物』
　『#4 地形』『#5 [特別寄稿]東京に奉納された「絵馬」』
- 主題歌歌詞

『愛にできることはまだあるかい（Movie Edit）』
『グランドエスケープ（Movie Edit）feat.三浦透子』
- スタッフロール